# Polystichum bonseyi
Polystichum bonseyi là một loài dương xỉ trong họ Dryopteridaceae. Loài này được W.H. Wagner & Hobdy mô tả khoa học đầu tiên năm 1993.
Danh pháp khoa học của loài này chưa được làm sáng tỏ. 